# Galerie Black Cat
Galerie Black Cat was van 1978 tot 1987 een galerie voor hedendaagse beeldende kunst aan de Mauritsweg in de Nederlandse stad Rotterdam, waar de grenzen van de traditionele beeldende kunst werden overschreden en "alles moest kunnen."
Het initiatief tot deze galerie was genomen door Hans Rothmeijer, Cor Kraat en Hans Citroen. De galerie was gevestigd op de begane grond van het woonhuis van Rothmeier aan de Mauritsweg. Het doel was om naast beeldende kunst ook muziek, theater en poëzie te bieden, en met een aanbod te komen dat andere galeries lieten liggen.
In 1982 kwam met het succes de eerste subsidieaanvraag naar buiten. In de nadagen van de Galerie Black Cat in 1986 had de hedendaagse beeldende kunst in Rotterdam nieuwe onderkomens gevonden in opvolgers als galerie De Lachende Koe, Galerie Tussenwater en Galerie Hélène van Stralen, allen gevestigd in het historisch Delfshaven. Tien jaar na sluiting in 1987 publiceerde Hans Rothmeijer nog een boek over deze woelige tijd van de galerie.

## Exposities, een selectie
- 1980. "Poetry Lokaal" ism. Poetry International met werk van Jules Deelder, Frans Vogel, Rien Vroegindeweij en Hans Wap.[5]
- 1982. Tekeningen van Bob den Uyl.[6]
- 1983. Beelden Rotterdam 1983, ism. het Centrum Beeldende Kunst, het Lijnbaancentrum, Galerie 't Venster, en galerie Westersingel 8.[7]

## Publicaties
- Hans Rothmeijer. Black Cat 78-84, Van Hezik-fonds 90 Publishers, 1994.